# José Luis Abós
José Luis Abós García (Saragozza, 21 aprile 1961 – Saragozza, 20 ottobre 2014) è stato un allenatore di pallacanestro e dirigente sportivo spagnolo.